# دهستان بجگان
دهستان بجگان، یکی از دهستان‌های بخش آسمینون شهرستان منوجان در استان کرمان ایران است. مرکز این دهستان، روستای بجگان است.
نام قدیمی این دهستان، منوجان بوده و در پایان به بجگان تغییرنام داده شد.

## جمعیت
بر پایه سرشماری عمومی نفوس و مسکن در سال ۱۳۹۵، جمعیت دهستان بجگان برابر با ۶٬۴۶۳ نفر بوده‌است.